# Kjújaku Megami Tensei
A Kjújaku Megami Tensei (旧約・女神転生) egy japán RPG játék amit az Atlus adott ki 1995. március 31-én Super Famicomra. Az első két Megami Tensei játékot tartalmazza a játék.

Ez az első Megami Tensei játék amiben lehet menteni.
A játékhoz új intrókat készítettek. A grafikát teljesen újrarajzolták. Az első játék kék falait piros faliszőnyegek és szürke falak váltották fel, a második játék pedig a Shin Megami Tensei játékhoz hasonló, de annak grafikájától lényegesen elmarad, de a Famicomos játék grafikájától jobb. A zenéket Hitosi Szakimoto teljesen újrakomponálta.

## Külső hivatkozások
- Atlus Amerika
- Atlus Japán
- Hardcore Gaming 101 cikke a sorozatról